# Ryan (film)
Ryan è un cortometraggio d'animazione del 2004, scritto e diretto da Chris Landreth.
Si è aggiudicato, l'anno seguente, l'Oscar al miglior cortometraggio d'animazione.

## Trama
Chris Landreth si reca nella clinica dove è ricoverato Ryan Larkin, animatore ed illustratore canadese, per intervistarlo. Ne emerge un racconto personale e dettagliato che ripercorre la carriera professionale e privata dell'artista.

## Produzione
Co-finanziato dalla National Film Board of Canada, il cortometraggio ibrida l'animazione tridimensionale con il genere documentaristico.
I dialoghi del film sono registrazioni vere, effettuate dal regista, nel 2001.
La resa visiva e grafica si ispira alla tecnica della plastinazione.
Landreth, nel descrivere lo stile rappresentativo e sperimentale dell'opera, parla di «psico-realismo», un regime figurativo che altera la corporeità dei personaggi a seconda delle varianti emotive.

## Distribuzione
Presentato, in anteprima, al Festival di Cannes, il cortometraggio viene trasmesso dalle emittenti francesi e canadesi.
A causa dei contenuti particolarmente espliciti, l'opera è vietata ai minori.

## Riconoscimenti
- 2005 – Premio Oscar
  - Miglior cortometraggio d'animazione
- 2005 - Los Angeles Film Festival
  - Miglior cortometraggio d'animazione
- 2005 - Festival internazionale del film d'animazione di Annecy
  - Cristal al miglior cortometraggio